# Halitgar von Cambrai
Halitgar von Cambrai (französisch Halitgaire, lateinisch Halitgarius; * vor 817; † 830 oder 831) war von 817 bis zu seinem Tod Bischof von Cambrai im heutigen Nordfrankreich. Er ist bekannt als Apostel der Dänen und als Verfasser eines im Mittelalter weit verbreiteten Bußbuches.

## Leben
Im Jahre 822 oder 823 reiste er mit Erzbischof Ebo von Reims und Bischof Willerich von Bremen nach Dänemark, um dort die von Kaiser Ludwig dem Frommen und Papst Paschalis geförderte Nordmission zu beginnen. Diese Arbeit war allerdings nicht mit viel sofortigem Erfolg gekrönt. 823 weihte er die Kirche und die Reliquien des Heiligen Ursmar (Ursmer) in der Abtei Lobbes im Hennegau. 825 überbrachten er und Amalarius von Metz die Beschlüsse der Pariser Synode zum Ikonoklasmus an Ludwig den Frommen. 828 reiste er als Gesandter Kaiser Ludwigs des Frommen nach Byzanz.
829 nahm er an der Pariser Synode teil, die sich gegen den Gebrauch unzureichender Bußbücher aussprach. Erzbischof Ebo von Reims beauftragte ihn danach auf der Grundlage der Lehren der Kirchenväter ein neues und für den gesamten Metropolitanbereich von Reims verbindliches Bußbuch zusammenzustellen, um der herrschenden Verwirrung im Gebrauch der überkommenen Bußbücher ein Ende zu bereiten. Daraufhin verfasste er das Werk: De vitiis et virtutibus et ordine poenitentialium (früher Rabanus Maurus zugeschrieben). Die Aufgabe war schwierig, denn die Form von Disziplin und Buße, die den zu dieser Zeit verbreiteten keltischen Bußbüchern zu Grunde lag, war den Kirchenvätern unbekannt. Halitgar vollendete sein Werk im Jahre 830.
Er starb 830 oder 831. Sein Nachfolger als Bischof von Cambrai wurde Theoderich (Dietrich).